# 科爾多瓦—馬拉加高速鐵路
科爾多瓦－馬拉加高速鐵路（西班牙語：Línea de alta velocidad Córdoba-Málaga）是科爾多瓦至馬拉加的標準軌高速鐵路線，全長512公里，最高运营时速350公里每小时，实际运营时速300公里每小时，於2007年12月24日通車。
本线路是马德里－塞维利亚高速铁路的支线，于科尔多瓦西侧的阿尔莫多瓦-德尔里奥出岔，在安特克拉聖阿納車站和安达卢西亚横贯铁路（现有安特克拉－格拉納達段运营）交汇。